# The Search for Everything: Wave One
The Search for Everything: Wave One è il terzo EP del cantautore e chitarrista statunitense John Mayer, pubblicato il 20 gennaio 2017. 
L'EP contiene le prime quattro tracce del settimo album in studio di Mayer, The Search for Everything, fra le quali Moving On and Getting Over, brano dalle influenze R&B, il singolo Love on the Weekend e Changing, più tendenti al pop, e infine la ballata You're Gonna Live Forever in Me, definita come "più intimista, quasi alla Randy Newman" .

## Antefatti
Nel mese di gennaio 2017, John Mayer ha scritto in un post su Facebook che "L'album sarà pubblicato quattro canzoni alla volta. C'erano troppe canzoni per essere pubblicate tutte in una volta."

## Tracce
Testi e musiche di John Mayer, eccetto dove indicato.
1. Moving On and Getting Over – 4:21
2. Changing – 3:33
3. Love on the Weekend – 3:31
4. You're Gonna Live Forever in Me – 3:09

## Formazione

### Musicisti
- John Mayer – voce, chitarra
- Steve Jordan  – batteria, percussioni
- Pino Palladino – basso
- James Fauntleroy – tastiera (traccia 1)
- Larry Goldings – tastiera (traccia 1), organo (traccia 2)
- Greg Leisz – chitarra (traccia 2)
- Davide Rossi – archi (traccia 4)

### Produzione
- Steve Jordan – produttore esecutivo
- Chad Franscoviak – produttore, ingegnere
- John Mayer – produttore
- Chris Galland – missaggio
- Manny Marroquin – missaggio
- Greg Calbi – mastering

## Copertina
L'immagine di copertina utilizzata per The Search of Everything: Wave One è opera dell'artista sudcoreana Soey Milk.